# Aderbal (segunda guerra púnica)
Aderbal, gobernador de la guarnición de Gades, fue un comandante cartaginés a las órdenes de Magón en la segunda guerra púnica, que fue derrotado en una batalla naval en frente de Carteia por Cayo Lelio en 206 a. C.